# Regierung der Republik Kroatien

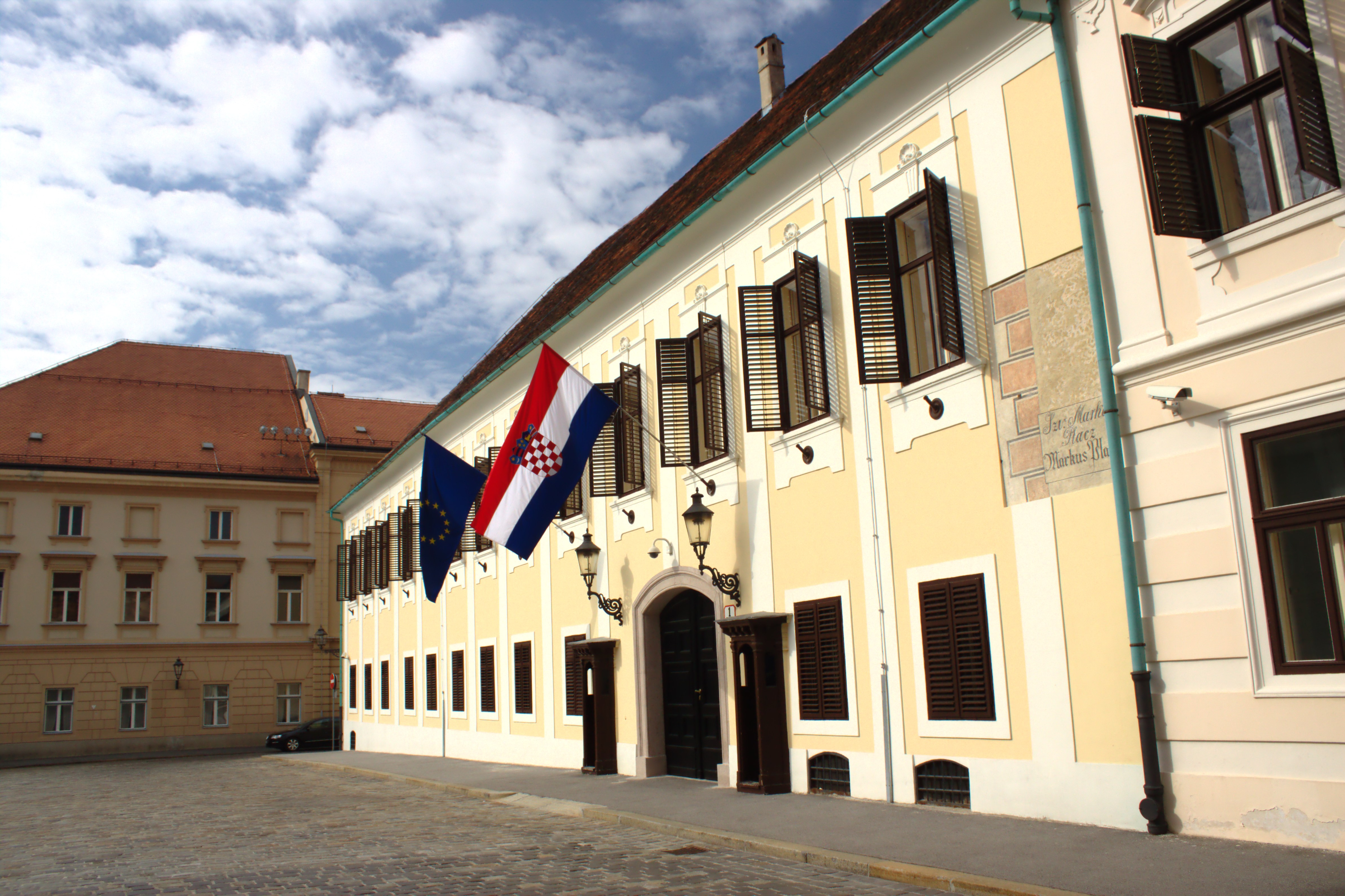
Banuspalais, Haupteingang des Regierungsgebäudes in Zagreb (2008)

Die Regierung der Republik Kroatien (kroatisch Vlada Republike Hrvatske) ist zusammen mit dem Präsidenten der Republik Kroatien Teil der staatlichen Exekutive. Das Aufgabengebiet der Regierung ist in der kroatischen Verfassung definiert.
Kroatien ist eine parlamentarische Demokratie mit weitreichenden Aufgaben und Pflichten für den Präsidenten der Republik, zum Beispiel bei der Kontrolle der Streitkräfte und Nachrichtendienste sowie in der Außenpolitik. Darüber hinaus beauftragt das Staatsoberhaupt (seit 19. Februar 2020 Zoran Milanović) den Premierminister mit der Bildung einer Regierung.
Die Regierung besteht aus dem Präsidenten der Regierung (Predsjednik Vlade bzw. weiblich Predsjednica Vlade), auch Premierminister (premijer bzw. weiblich premijerka) genannt, dessen Stellvertretern und den Ministern. Premierminister ist seit Oktober 2016 Andrej Plenković.
Regierungsgebäude ist das Banuspalais (Banski dvori) in Zagreb. Diesem gegenüber befindet sich der Sitz des kroatischen Parlaments (Sabor).

## Aktuelle Regierung
Andrej Plenković (HDZ) wurde nach der Parlamentswahl 2024 zum dritten Mal in Folge Regierungschef. Dem Kabinett Plenković III gehören insgesamt 18 Ministerinnen und Minister an. Zum ersten Mal wurde die ultra-rechte Heimatbewegung (Domovinski pokret, DP) Teil einer Regierung in Zagreb. Sie erhielt drei Ministerien, darunter Wirtschaft, Landwirtschaft und ein neu geschaffenes Ressort für Bevölkerungspolitik. Es soll Strategien gegen den durch Auswanderung und niedrige Geburtenraten verursachten Bevölkerungsschwund entwickeln.
Zur Bevölkerungsentwicklung werden mehr Kindergartenplätze, finanzielle Unterstützung für jedes neugeborene Kind, Müttern zusätzliche Jahresrenten für jedes geborene Kind, und ein höheres Kindergeld versprochen. Ein Vierjahresprogramm der neuen Regierung kündigte ein durchschnittliches Nettogehalt von 1.600 Euro, ein Mindestbruttogehalt von 1.250 Euro und die Eröffnung von 125.000 neuen Arbeitsplätzen an. Die Renten und Sozialleistungen sollen um 30 Prozent steigen. Die Wirtschaft soll durch die Senkung von Abgaben um 135 Millionen Euro entlastet werden. In zehn Jahren sollen sechs Milliarden Euro in die Bahninfrastruktur investiert werden. 
Weiter kündigte die Regierung eine Reduzierung der Wartelisten im Gesundheitswesen um 30 Prozent und eine Steigerung der landwirtschaftlichen Produktion um 30 Prozent an.

## Ehemalige Premierminister
- Stjepan Mesić – 30. Mai 1990 bis 24. August 1990
- Josip Manolić – 24. August 1990 bis 17. Juli 1991
- Franjo Gregurić – 17. Juli 1991 bis 12. August 1992
- Hrvoje Šarinić – 12. August 1992 bis 3. April 1993
- Nikica Valentić – 3. April 1993 bis 7. November 1995
- Zlatko Mateša – 7. November 1995 bis 27. Januar 2000
- Ivica Račan – 27. Januar 2000 bis 23. Dezember 2003
- Ivo Sanader – 23. Dezember 2003 bis 7. Juli 2008
- Jadranka Kosor – 7. Juli 2008 bis 23. Dezember 2011
- Zoran Milanović – 23. Dezember 2011 bis 22. Januar 2016
- Tihomir Orešković – 22. Januar 2016 bis 19. Oktober 2016